# Toshiyuki Kajiyama

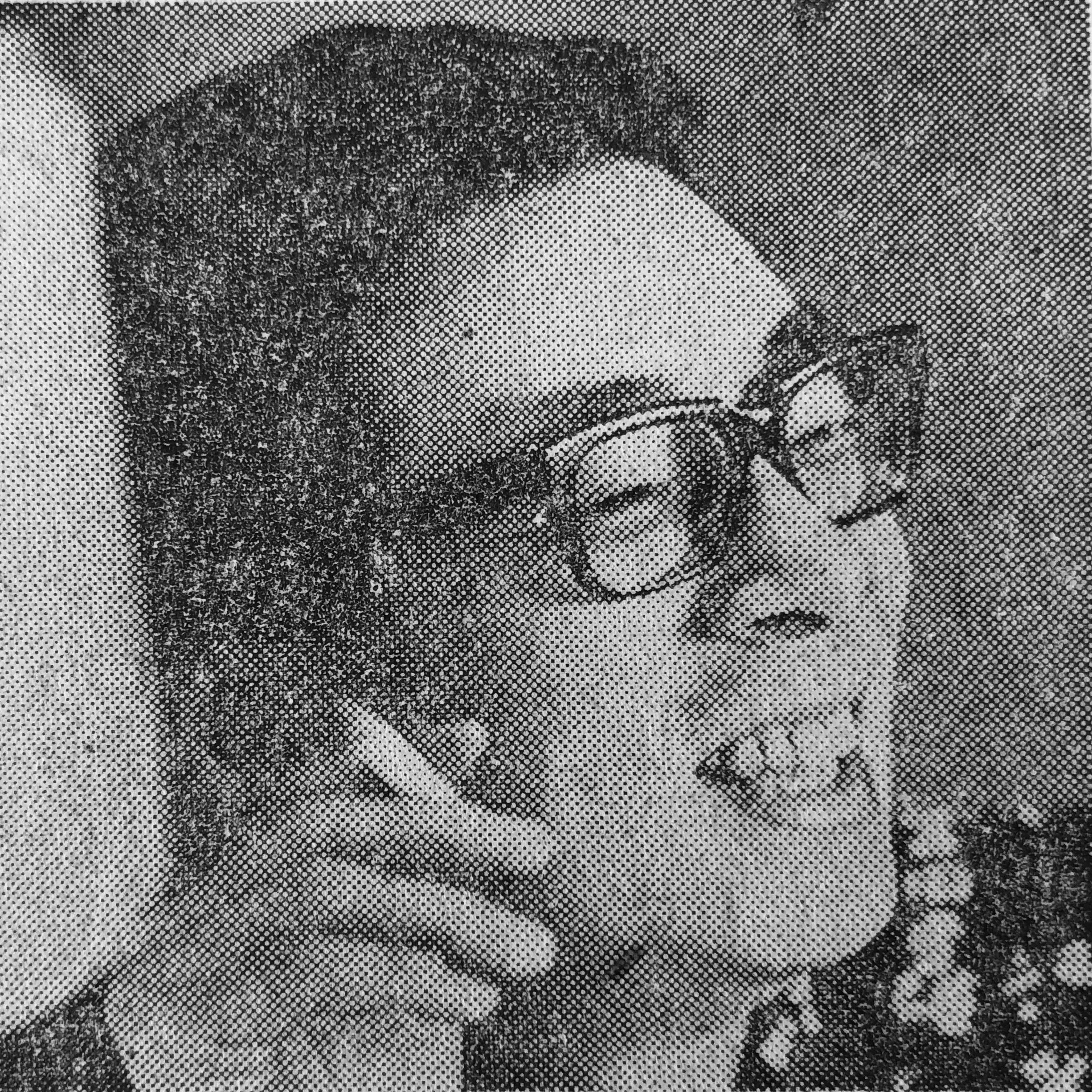
Toshiyuki Kajiyama (1967)

Toshiyuki Kajiyama (japanisch 梶山 季之, Kajiyama Toshiyuki; geboren 2. Januar 1930 in Seoul (Korea); gestorben 11. Mai 1975 in Hongkong) war ein japanischer Schriftsteller.

## Leben und Wirken
Toshiyuki Kajiyama wurde im bis 1945 unter japanischer Herrschaft stehenden Seoul geboren und wuchs dann in Hatsukaichi in der Präfektur Hiroshima auf. 1951 machte er seinen Abschluss an der „Pädagogischen Hochschule Hiroshima“ (広島高等師範学校, Hiroshima kōtō shihan gakkō), der heutigen Universität Hiroshima. 1953 ging er nach Tokio und schloss sich dem Freundeskreis „Esupoāru“ (エスポアール), dt. „Hoffnung“, an und beteiligte sich an der 15. Ausgabe des „Shinshichō“–(新思潮)–Magazins.
Nachdem Kajiyama ab 1959 als Reportageautor für „Weekly Bunshun“ (週刊文春) gearbeitet hatte, wurde er 1962 mit dem Industriespionageroman „Kuro no shisō-sha“ (黒の試走車) – „Die schwarze Testlimousine“ zum Modeautor. Es folgten „Akai dia“ (赤いダイヤ) – „Rote Diamanten“ 1962 bis 1963, „Richō zan’ei“ (李朝残影) „Nachklang der Li-Dynasty“ 1963, für das er für den Naoki-Preis nominiert wurde, „Yoru no haitō“ (夜の配当) – „Auszahlung bei Nacht“ und „Yume no chōtokkyū“ (夢の超特急) – „Traumhafter Superexpress“ 1963, „Kage no kyōki“ (影の凶器) – „Schattenhafte Waffe“, „Onna no keisatsu“ (女の警察) – „Eine Polizistin“ 1967, „Gendai akujo-den“ (現代悪女伝) – „Eine schlechte Frau der Gegenwart“ 1968, „Sedori danshaku-sū kitan“ (せどり男爵数奇譚) – „Die mysteriöse Geschichte des Baron Sedori“ 1974, „Chi to abura to unga“ (血と油と運河) – „Kanäle von Blut und Öl“ 1975.
Kajiyama arbeitete gründlich mit den Herausgebern zusammen und bediente die Leser mit gut lesbaren Wirtschaftsromanen, Kriminalromanen, Historienromanen, Genreromanen und auch leicht pornografischer Literatur. Er war ein starker Arbeiter und ruinierte sich dabei gesundheitlich. 1975 starb er in Hongkong, als er dort Material für seine Bücher sammelte.
7.000 Hefte, die er für die Niederschrift des unvollendeten Lebenswerks „Sekiran’un“ (積乱雲) „Cumulonimbus“ gesammelt hatte, wurden der „Hawaii University Library“ geschenkt und werden dort als „Kajiyama Collection“ aufbewahrt. 1998 schenkte seine Familie der Stadtbibliothek Hatsukaichi 517 Bücher, darunter das Erstlingswerk „Die schwarze Testlimousine“.
Es gibt die „Toshiyuki Kajiyama selbstausgewählte Werke“ (梶山季之自選作品集, Kajiyama Toshiyuki jisensakuhin-shū) in 16 Bänden.